# Carretera Estatal de Idaho 1
La Carretera Estatal de Idaho 1, y abreviada SH 1 (en inglés: Idaho State Highway 1) es una carretera estatal estadounidense ubicada en el estado de Idaho. La carretera inicia en el sur desde la US 95     en Copeland hacia el norte en la BC 21  en Porthill. La carretera tiene una longitud de 18 km (11.185 mi).

## Mantenimiento
Al igual que las autopistas interestatales, y las rutas federales y el resto de carreteras estatales, la Carretera Estatal de Idaho 1 es administrada y mantenida por el Departamento de Transporte de Idaho por sus siglas en inglés ITD.